# Parablennius intermedius
Parablennius intermedius — вид морських собачок, що поширені в Індійському океані біля берегів Австралії. Морська субтропічна риба, сягає максимальної довжини 12 см.